# Santa Cruz del Rincón
Santa Cruz del Rincón es una localidad del estado mexicano de Guerrero. Es parte del municipio de Santa Cruz del Rincón.

## Toponimia
El nombre «Santa Cruz» hace referencia al patronazgo de la localidad: la Santa Cruz de Cristo.

## Demografía
| Gráfica de evolución demográfica |
|                                  |

| Censo | Población |
| ----- | --------- |
| 1900  | 469       |
| 1910  | 525       |
| 1921  | 475       |
| 1930  | 506       |
| 1940  | 555       |
| 1950  | 587       |
| 1960  | 566       |
| 1970  | 770       |
| 1980  | 1 072     |
| 1990  | 1 341     |
| 2000  | 2 060     |
| 2010  | 2 449     |
| 2020  | 1 677     |